# انتخابات سراسری تانزانیا (۲۰۲۰)
انتخابات سراسری تانزانیا (انگلیسی: 2020 Tanzanian general election) در روز ۲۸ اکتبر ۲۰۲۰ برگزار شد تا رئیس‌جمهور و نمایندگان مجلس ملی تانزانیا انتخاب شوند. در نتیجه این انتخابات جان ماگوفولی رئیس‌جمهور کنونی از حزب چاماچا ماپیندوزی بر مسند قدرت باقی‌ماند.

## تاریخچه
در آوریل ۲۰۱۹، لیوینگستون لوسینده، نماینده حزب حاکم «چاما چا ماپیندوزی»، در یک موضعگیری برگزاری انتخابات ریاست جمهوری (۲۰۲۰) را به دلیل هزینه‌ای که دربرداشت ایده خوبی ندانست و گفت باید از این پول برای پروژه‌های توسعه استفاده کرد. این پیشنهاد احتمالاً برای باقی‌ماندن رئیس‌جمهور جان ماگوفولی تا ۲۰۲۵ ارائه شد، لوسینده گفت: «به هر حال هیچ‌کس نمی‌تواند رئیس‌جمهور ماگوفولی را شکست دهد». احزاب مخالف چاما، منجمله اتحاد برای تغییر و شفافیت و ان‌سی‌سی‌آر اعلام کردند که مذاکرات را برای تشکیل یک اتحاد پیش از انتخابات آغاز کرده‌اند.
کمیسیون انتخابات اعلام کرد که مبارزات انتخاباتی از ۲۶ اوت تا ۲۷ اکتبر ۲۰۲۰ ادامه پیدا خواهد کرد.

## واکنش‌های بین‌المللی
هیئت نظارت بر انتخابات تانزانیا، وزارت امور خارجه ایالات متحده آمریکا، مشترک‌المنافع و اتحادیه اروپا در مورد این انتخابات بسیار انتقادی بودند.